# Ozornovité
Ozornovité (Cytinaceae) je čeleď vyšších dvouděložných rostlin z řádu slézotvaré (Malvales). Jsou to nezelení parazité rostoucí na kořenech hostitelských rostlin. Čeleď zahrnuje 12 druhů ve 3 rodech, které byly v minulosti řazeny do čeledi rafléziovité. Jsou rozšířeny ve Středomoří, Jižní Africe, Madagaskaru, Střední Americe a Kolumbii. Dva zástupci rodu ozorna se vyskytují i v jižní Evropě.

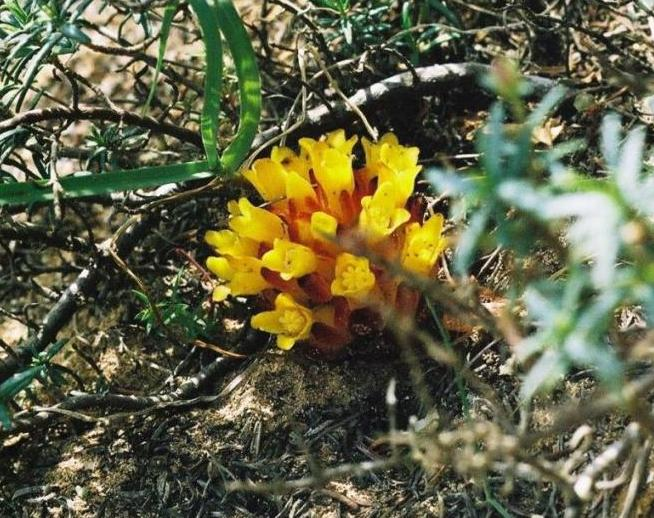
Ozorna obecná (Cytinus hypocystis)

## Popis
Zástupci obou rodů čeledi ozornovité jsou nezelení bezkořenní parazité, získávající živiny i asimiláty z kořenů hostitelských rostlin. Rostliny jsou jednodomé nebo dvoudomé. Listy jsou redukované na pouhé šupinky na kvetoucím stonku. Květy jsou drobné, často zapáchající, pravidelné, uspořádané v klasovitých květenstvích. Okvětí je 4-četné, nerozlišené na kalich a korunu, poněkud dužnaté, srostlé v květní trubku. Tyčinek je mnoho a jsou volné. Semeník je spodní, srostlý ze 4 až 8 plodolistů a se stejným počtem komůrek, s jedinou čnělkou. V každém plodolistu je mnoho vajíček. Plodem je bobule s mnoha drobnými semeny.

## Rozšíření
Čeleď zahrnuje 12 druhů ve 3 rodech. Ozorna (Cytinus) se vyskytuje ve Středomoří, v Jižní Africe a na Madagaskaru, rod Bdallophytum ve Střední Americe. V roce 2012 byl ze severní Kolumbie popsán další, monotypický rod, Sanguisuga.
V jižní Evropě rostou dva zástupci čeledi: ozorna obecná (Cytinus hypocystis) a ozorna Cytinus ruber. V České republice se nevyskytují.

## Taxonomie
Rody stávající čeledi Cytinaceae byly v klasické taxonomii řazeny spolu s dalšími podobnými parazitickými rody do široce pojaté čeledi Rafflesiaceae. Až výsledky molekulárních analýz ukázaly, že mnohé tyto druhy nejsou přes morfologickou podobnost nijak blízce příbuzné a byly rozděleny do několika samostatných čeledí, řazených dokonce do různých řádů.
Nejblíže příbuznou skupinou je podle kladogramů APG čeleď Muntingiaceae.

## Ekologické interakce
Oba středomořské druhy ozorny parazitují na cistech (Cistus), zatímco jihoafrické především na hvězdnicovitých (Asteraceae). Jihoamerické druhy Bdallophytum jsou nejčastěji nacházeny na dřevinách rodu březule (Bursera).

## Přehled rodů
Bdallophytum (alternativně Bdallophyton), Cytinus, Sanguisuga